# 洪林
洪林（1917年—2003年），原名洪绳曾，男，安徽泾县人，中国现代作家，曾任上海科学教育电影制片厂厂长，中国电影家协会上海分会常务副主席，上海市电影局局长。